# La Chapelle-du-Noyer
La Chapelle-du-Noyer település Franciaországban, Eure-et-Loir megyében. Lakosainak száma 1014 fő (2022. január 1.). La Chapelle-du-Noyer Thiville, Saint-Denis-Lanneray és Cloyes les Trois Rivières községekkel határos.

## Népesség
A település népességének változása:
| Lakosok száma | 757  | 932  | 967  | 1051 | 1098 | 1060 | 1032 | 1016 | 1014 | 1014 |
|               | 1968 | 1982 | 1990 | 2006 | 2013 | 2015 | 2017 | 2019 | 2020 | 2022 |